# Catedral Metropolitana Nossa Senhora da Abadia e Santo Antônio
A Catedral Nossa Senhora da Abadia e Santo Antônio é a sé arquiepiscopal da Arquidiocese de Campo Grande. É o templo da Paróquia de Santo Antônio, criada em 7 de abril de 1912.

## História
Santo Antônio é o padroeiro da cidade de Campo Grande. Diz-se que o fundador da cidade, José Antônio Pereira, era devoto do santo e durante sua viagem de Minas Gerais até o arraial, passou por Santana de Paranaíba, que era molestada por uma "febre maligna". Como era prático, José Antônio cuidou da população na cidade e fez a promessa de que, se não houvesse nenhuma fatalidade, levantaria uma igreja em honra ao santo.
Após a chegada na região de Campo Grande, próxima à primeira gleba, foi construída a igreja de Santo Antônio. A inauguração se deu em 4 (ou 14) de março de 1878 pelo padre de Nioaque, Julião Urquia.
Em 1922, a antiga igreja foi demolida, sendo construída uma nova igreja no seu lugar, chamada de Matriz de Santo Antônio. Em 1977, foi novamente demolida por questões de segurança, tendo uma nova construção em seu lugar.
No final da década de 1980, passou por uma última grande construção, dando os atuais contornos da Catedral. Foi consagrada como Catedral Metropolitana em 17 de outubro de 1991, por ocasião da visita pastoral do Papa João Paulo II.

## Arquitetura

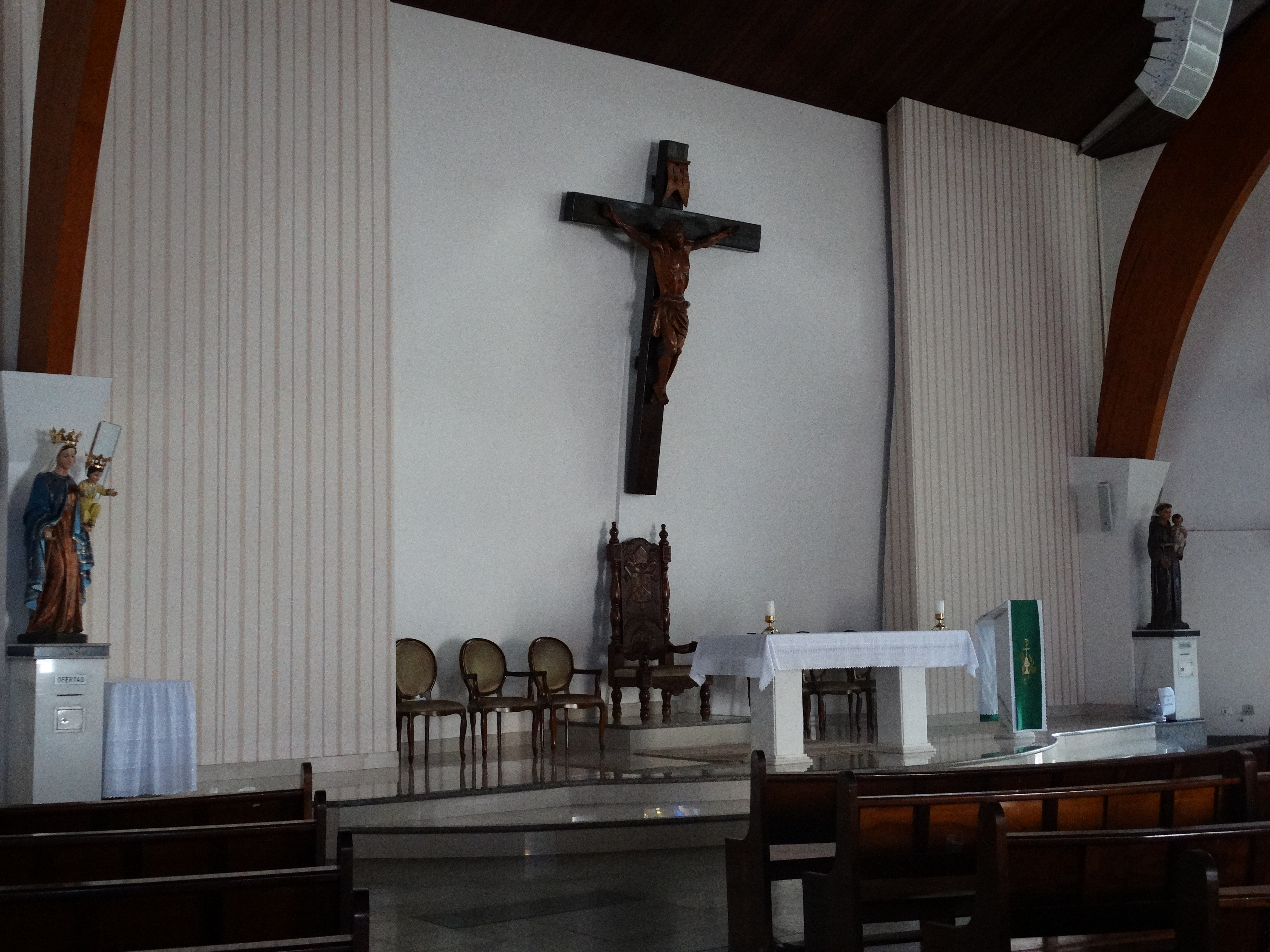
Interior da Catedral, o altar-mor e a cátedra arquiepiscopal.

### Exterior
A igreja possui um estilo arquitetônico moderno, com vários vitrais e grandes portais frontais e laterais.[carece de fontes?]

### Interior
No interior da catedral, há uma única nave, de formato irregular, com um único altar-mor.[carece de fontes?]